# Glasögonsalamander
Glasögonsalamander (Salamandrina terdigitata)  är ett stjärtgroddjur i familjen salamandrar som finns i Italien.

## Utseende
Arten är liten, med en medellängd av 7 cm (de längsta honorna kan bli upp till 9,8 cm långa). Kroppen är brun till mörkgrå och påtagligt platt så att revbenen syns. Undersidan (och ibland även ovansidan) av svansen, fötterna och ofta även den bakre delen av buken är klarröda. Resten av buksidan är vitaktig med mörkgrå fläckar. Parotidkörtlar saknas, och den har fyra tår på alla fötterna, inklusive bakfötterna (som hos de flesta salamandrar brukar ha fem tår, det latinska artnamnet betyder just "med fyra tår"). På huvudet har den en vitaktig till gulaktig markering mellan ögonen, som med litet god vilja kan tolkas som ett par glasögon – därav det svenska namnet.

## Taxonomi
Den troddes länge vara identisk med den nordliga glasögonsalamandern (Salamandrina perspicillata). 2005 konstaterade man emellertid med hjälp av DNA-analys att de två formerna var skilda arter.

## Utbredning
Glasögonsalamandern finns i den södra delen av den italienska halvön i Apenninerna söder om provinsen Caserta. Norr därom ersätts den av nordlig glasögonsalamander.

## Vanor
Arten håller till i bergsskogar med tät undervegetation. Endast honorna är akvatiska, och då enbart i samband med äggläggningen. Den håller vanligtvis till i de lägre delarna av bergskedjan, på höjder mellan 200 och 900 m, men kan återfinnas från havsytan upp till 1 500 m.

### Fortplantning
Litet är känt om artens biologi, men man antar att den är identisk med nordliga glasögonsalamanderns. Parningen förefaller ske på land, och endast honorna uppsöker vatten i samband med äggläggningen, som sker mellan april och juni i syrerika vattensamlingar som dammar, vattentråg och långsamma bäckar med steniga bottnar. Larverna kan övervintra. 